# Aaron Moten
Aaron Moten est un acteur américain, né le 28 février 1989 à Austin, au Texas (États-Unis). Il commence sa carrière jeune, en jouant dans un programme de théâtre de son école. Après avoir obtenu son diplôme de la Juilliard School, il commence une carrière d'acteur à New York, en jouant dans le casting principal de la sitcom Netflix Disjointed (2017-2018). Dans les années 2020, Moten continue à jouer dans les séries Next (2020), Father Stu (2022), Emancipation (2022) et Fallout (2024).

## Jeunesse et carrière
Aaron Moten est né le 28 février 1989 à Austin, au Texas,. Il fait ses études à l'école épiscopale de St. Stephen, où il commence le théâtre à l'âge de 12 ans en jouant le rôle principal d'une production de la pièce de Jim Leonard, The Diviners,, après quoi il commence à participer. dans son programme de théâtre scolaire. Moten commence à pratiquer le théâtre de manière professionnel à New York, où il obtient son diplôme de la Juilliard School en 2011. Cette année-là, il joue le rôle de Claudio dans une mise en scène du Two River Theatre de Beaucoup de bruit pour rien de Shakespeare. En 2012, il apparait dans une reprise à Broadway de A Streetcar Named Desire et est présenté dans un pilote d'une mini-série HBO Criminal Justice.

## Carrière

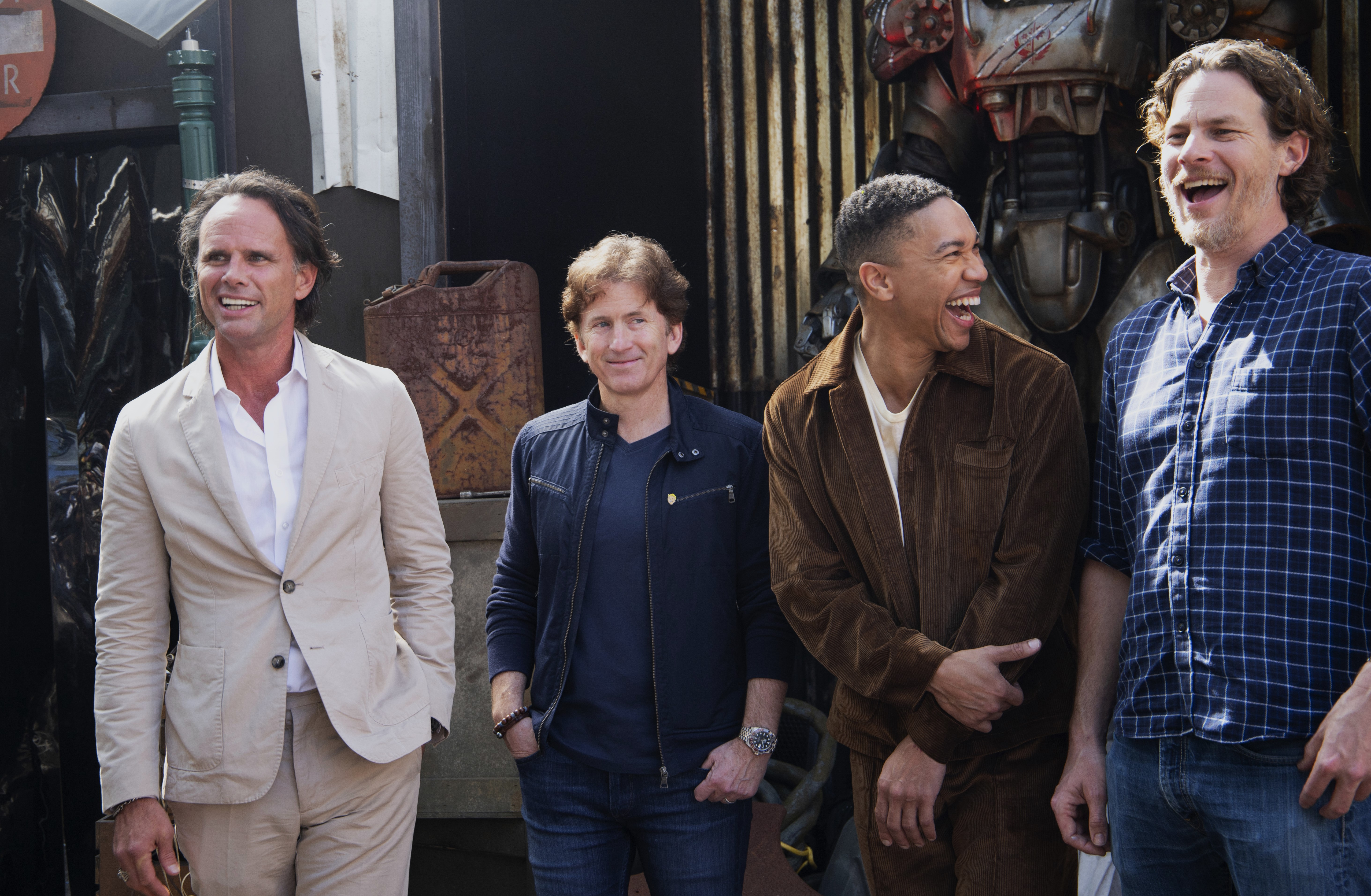
Moten (troisième en partant de la gauche) avec Walton Goggins, Todd Howard et Jonathan Nolan au SXSW 2024

Moten continue à occuper le rôle d'Avery dans la pièce d'Annie Baker The Flick (2013), pour laquelle il est nommé pour un Drama Desk Award pour la prestation exceptionnelle en l'acteur vedette dans cette pièce. À la télévision, il participe à la sitcom Netflix Disjointed dans le rôle de Travis Feldman, diplômé d'une école de commerce et fils de Ruth Whitefeather Feldman. En 2020, il joue le rôle de Ben, employé du FBI, dans la série dramatique de Fox Next,. En 2022, Moten continue à jouer dans Father Stu de Mark Wahlberg,,, ainsi que Knowls dans le film d'action Emancipation,. En 2024, Moten joue dans la série télévisée post-apocalyptique d'Amazon Prime Video Fallout dans le rôle de Maximus, un écuyer de la Confrérie de l'Acier,,,.

## Filmographie

### Film
| Année | Titre              | Rôle   | Remarques |
| ----- | ------------------ | ------ | --------- |
| 2015  | Ricki et le Flash  | Troie  |           |
| 2016  | La Transfiguration | Louis  |           |
| 2019  | Native Son         | Tony   |           |
| 2022  | Père Stu           | Ham    |           |
| 2022  | Emancipation       | Knowls |           |

### Télévision
| Année     | Titre                     | Rôle               | Remarques                   |
| --------- | ------------------------- | ------------------ | --------------------------- |
| 2014      | NCIS : Enquêtes spéciales | Wendell Hobbs      | Rôle Invité, 1 épisode      |
| 2016      | The Night Of              | Petey              | Mini-série, 4 épisodes      |
| 2016      | Mozart in th Jungle       | Erik Winkelstrauss | Rôle récurrent, 6 épisodes  |
| 2017-2018 | Disjointed                | Travis             | Rôle principal, 20 épisodes |
| 2020      | Next                      | Ben                | Rôle principal, 10 épisodes |
| 2024      | Fallout                   | Maximus            | Rôle principal, 8 épisodes  |

### Théatre
| Année | Titre                       | Rôle    | Remarques                                                                                |
| ----- | --------------------------- | ------- | ---------------------------------------------------------------------------------------- |
| 2011  | Beaucoup de bruit pour rien | Claudio | Production du Théâtre Two River                                                          |
| 2013  | The Flick                   | Avery   | Nommé pour un Drama Desk Award pour le meilleur acteur vedette dans une pièce de théâtre |